# SV Konz
Maillots
Dernière mise à jour : 2 avril 2011.
Le SV Konz est un club allemand de football localisé à Konz en Rhénanie-Palatinat.

## Histoire (football)
Le club fut fondé en 1909 sous la dénomination de Turn-und Sportverein Konz ou TuS Konz. Jusqu’à la Seconde Guerre mondiale, il évolua de manière anonyme dans les ligues inférieures.
En 1945, tous les clubs furent dissous par les Alliés (voir Directive n°23). Il fut rapidement reconstitué.
Le club remporta le championnat de Rhénanie-Palatinat en 1950 et 1951 mais il échoua à décrocher une place en Oberliga Südwest. Toutefois, le TuS Konz fut retenu comme un des fondateurs de la 2. Oberliga Südwest, une ligue située au 2e niveau de la hiérarchie. Le club ne joua qu’une saison puis descendit en Amateurliga Rheinland puis fut encore relégué l’année suivante
En 1955, le club retourna en Amateurliga Rheinland et y resta deux saisons avant de redescendre.
En 1967, à la suite de désaccords internes, la section football du TuS Konz prit son indépendance et devint le SV Konz.
Par la suite, le club joua de très nombreuses saisons en Landesliga Rheinland qui à la suite d'une réforme des ligues prit le nom de Bezirksliga Rheinland.
En 2010-2011, la SV Konz évolue en Bezirksliga (Groupe West), soit au 7e niveau de la hiérarchie de la DFB. 

### Sources et Liens externes
- Website officiel du SV Konz
- (de) Hardy Grüne, Christian Karn: Das grosse Buch der deutschen Fussballvereine. AGON-Sportverlag, Kassel 2009,  (ISBN 978-3-89784-362-2).
- Archives des ligues allemandes depuis 1903
- Base de données du football allemand
- Actualités et archives du football allemand
- Site de la Fédération allemande de football